# Andreas Rieder (Politiker, 1792)
Andreas Rieder (* 12. April 1792 in Spittal an der Drau; † 26. September 1869 ebenda) war ein österreichischer Ledermeister und Politiker.

## Leben
Rieder war der Sohn des Lederermeisters Thomas Rieder (* 30. Juni 1753; † 1. Oktober 1846) und dessen Ehefrau Katharina geborene Podesser (* 11. November 1755; † 25. Januar 1796). Er war römisch-katholischer Konfession und heiratete am 20. November 1815 Genofeva Zmölnigg (* 2. Dezember 1794; † 30. Juni 1879). Aus der Ehe gingen zwei Töchter und sieben Söhne hervor.
Er besuchte die Volksschule und machte eine Lehre als Lederer. Er lebte als Lederermeister und Besitzer des Hauses Spittal Nr. 105. Daneben war er Marktverwalter und Gemeinderat in Spittal a. d. Drau.
Vom 17. Juli 1848 bis zum 4. März 1849 war er Abgeordneter im Provisorischen Kärntner Landtag. Er wurde gleich zwei Mal gewählt: Einmal als Vertreter der größeren bürgerlichen Gemeinden Spittal und als Stellvertreter in der Kurie der Landgemeinden des Bezirkes Spittal gewählt.